# Союз-33
Союз-33 — пилотируемый космический полет транспортного пилотируемого космического корабля Союз на орбитальную станцию Салют-6. Это был четвёртый космический полет, организованный в рамках международной программы космических исследований Интеркосмос, и первый с участием космонавта из Болгарии.

## Параметры полёта
- Масса аппарата — 6,86 т.
- Наклонение орбиты — 51,63°
- Период обращения — 88,99 (91,47) мин.
- Перигей — 198,6 (348,1) км.
- Апогей — 279,2 (363,6) км.

## Экипаж старта и посадки
- Командир — Рукавишников, Николай Николаевич (3)
- Космонавт-исследователь — Иванов, Георгий Иванов (1) (Болгария)

Рукавишников стал первым гражданским командиром кораблей серии «Союз», когда как Иванов — первым космонавтом Болгарии.

## Дублирующий экипаж
- Командир — Романенко, Юрий Викторович
- Космонавт-исследователь — Александров, Александр Панайотов

## Хронология полёта
Пуск произошёл в штатном режиме 10 апреля 1979 года в 10:34:00 с космодрома Байконур в Казахстане. С первого витка космонавты начали подготовку к стыковке со станцией Салют-6, а с 5 часов утра следующих суток Рукавишкинов и Иванов отдыхали. 11 апреля в сеансе связи с Центром управления полетом космонавты доложили, что все бортовые системы корабля работают нормально, и экипаж продолжает работы по программе стыковки.
На расстоянии 9 км от станции Салют-6 была включена система автоматической стыковки «Игла», однако во время сближения корабля к станции отказала сближающе-корректирующая двигательная установка корабля спустя трёхсекундной работы вместо предусмотренных пяти-шести секунд. После консультации с ЦУПом космонавты попытались вновь включить систему стыковки, однако ДУ вновь отключилась. Валерий Рюмин, находившийся на станции Салют-6 и наблюдавший прибытие Союза-33, доложил о нехарактерном свечении позади корабля в время работы ДУ. ЦУП принял решение отменить стыковку и вернуть корабль на Землю. Это был первый случай отказа двигательной установки кораблей «Союз» в космосе. Рукавишников запросил выполнение ещё одной попытки включения системы сближения, однако, опасаясь серьёзной неполадки в работе основной двигательной установки корабля, ЦУП запретил это делать. Вместо этого космонавтам рекомендовали снять скафандры и предложили отдохнуть до начала возврата корабля на Землю. По оценкам специалистов, причиной отказа мог стать прожог боковой стенки камеры сгорания основной двигательной установки. Датчик давления в камере сгорания отключал двигатель вследствие того, что в камере не достигалось нужное для правильной работы двигателя давление. Подобный механизм отключения был предусмотрен для того, чтобы не допустить подачу компонентов топлива в повреждённый двигатель и тем самым предотвратить возможную аварию или взрыв.
Спуск в атмосфере был проведён по баллистической траектории, так как сближающе-корректирующая двигательная установка, в которой возникла неисправность, не могла быть использована при торможении спускаемой капсулы перед сходом с орбиты на этапе посадки. В итоге, по сравнению с управляемым спуском, обычно используемым при сходе с орбиты кораблей «Союз», аппарат вошёл в плотные слои атмосферы под более крутым углом, из-за чего существенно увеличились перегрузки. По оценке космонавтов, она достигала восьми-десяти g (при управляемом спуске величина её в два раза меньше). Тем не менее, баллистический спуск является одним из предусмотренных режимов посадки, при подготовке к полету каждый экипаж проходит тренировки на подобные перегрузки. Спускаемые капсулы рассчитаны на значительно большие перегрузки.
В Центр управления поступала информация о спуске аппарата от экипажей самолётов и вертолётов поискового комплекса, а также от самого экипажа. Сведения о космонавтах в Центр управления передавали и экипаж станции «Салют-6» В. Ляхов и В. Рюмин. Они пролетали над районом посадки и следили за коллегами по радио.
В 19 часов 35 минут спускаемый аппарат плавно опустился на Землю. Это произошло приблизительно в 320 километрах юго-восточнее города Джезказгана.
Предполагалось, что корабль «Союз-33» останется пристыкованным к станции «Салют-6», на которой в это время находились космонавты Владимир Ляхов и Валерий Рюмин. Из-за несостоявшейся стыковки 6 июня для космонавтов Ляхова и Рюмина был послан «свежий» корабль «Союз-34» без экипажа.
На борту корабля были приборы, созданные в Болгарии: электрофотометр «Дуга», предназначенный для измерений в видимой части спектра; спектрофотометр «Спектр-15», а также «Средец» и «Пирин».
За проведённый полёт Николай Рукавишников и Георгий Иванов были представлены к государственным наградам: Иванову присвоили звание Героя Народной Республики Болгария и Героя Советского Союза, Рукавишникову присвоили звание Героя Народной Республики Болгария и наградили орденом Ленина.

## Анализ происшествия
У кораблей серии «Союз» есть резервная двигательная установка, но у наземной группы сопровождения были опасения из-за возможного повреждения основной ДУ. На проработку сценариев спасения экипажа у наземной команды было около пяти суток до исчерпания средств жизнеобеспечения. Первый сценарий предусматривал, что в случае отказа и резервной ДУ для выдачи тормозного импульса и возврата корабля на Землю будут использоваться двигатели вспомогательной ДУ, обычно используемой для коррекции орбиты корабля. Однако было неизвестно, хватит ли топлива для полного торможения, а также неизвестно, в какой точке Земли будет совершена посадка. Второй сценарий допускал возможность повторной попытки стыковки корабля со станцией Салют-6 с использованием вспомогательной ДУ в ручном режиме. Союз-33 и Салют-6 находились на расстоянии около 1000 метров, но с каждой секундой это расстояние увеличивалось на 28 метров, и требовалось некоторое время для расчёта необходимых манёвров. Кроме того, даже в случае успешной стыковки Союз-33 с неисправным двигателем мог создать угрозу жизнедеятельности полностью исправных Салюта-6 и пристыкованного к нему Союза-32 с экипажем из двух человек на борту.
В итоге была выбрана попытка вернуть корабль на Землю, успех которой во многом зависел от того, будет ли работать резервная ДУ. Для формирования правильного тормозного импульса требовалось, чтобы основной двигатель работал непрерывно в течение 188 секунд. Из этого времени как минимум 90 секунд двигатель должен был работать, чтобы свести корабль с орбиты. Если по истечении этих 90 секунд работы двигатель отключится, экипаж смог бы перезапустить его для корректного торможения, однако при этом точное место посадки будет неизвестным. Если же двигатель не сможет работать более 90 секунд, тормозного импульса будет недостаточно, и корабль останется на орбите на более долгий срок.
В процессе схода с орбиты резервная ДУ проработала непрерывно 213 секунд, на 25 секунд больше предусмотренного времени, из-за чего спускаемая капсула корабля вошла в атмосферу под более крутым углом, и космонавты испытали повышенные перегрузки. Высокие перегрузки оказались результатом отчасти ошибок в действиях экипажа и недочётов при проектировании автопилота. Так как резервная ДУ выдаёт меньший импульс, чем основная ДУ, программа автопилота пыталась компенсировать недобор в торможении более продолжительной работой двигателя, пока экипаж не отключил вручную ДУ на 213-й секунде. Это привело к тому, что корабль набрал неоптимальный импульс торможения и стал спускаться по баллистической траектории. При других обстоятельствах корабль совершил бы посадку дальше планируемого места, однако из-за недобора импульса траектория оказалась такой, что корабль в итоге приземлился неподалёку от запланированного места посадки.
Расследование инцидента было произведено в течение месяца. Оно показало, что отказавший узел до этого испытывался более 8000 раз без каких-либо отказов, а использовавшиеся с 1967 года на «Союзах» двигатели запускались свыше 2000 раз, также без единого отказа. Тем не менее, двигательную установку доработали, и уже следующий беспилотный Союз-34 был запущен через три месяца к станции с модифицированным двигателем, который благополучно вернул экипаж предыдущей экспедиции на Землю.